# کانتاس‌لینک
کانتاس‌لینک (به انگلیسی: QantasLink) یک شرکت هواپیمایی با کد یاتا QF است که در تاریخ ۲۰۰۲ میلادی تأسیس شده است. دفتر مرکزی کانتاس‌لینک در سیدنی، استرالیا واقع شده است و قطب این شرکت هواپیمایی در فرودگاه آدلاید قرار دارد و به ۵۶ مقصد، پرواز انجام می‌دهد.
کانتاس‌لینک یکی از شرکت‌های زیرمجموعهٔ کانتاس و عضو وابستهٔ اتحادیهٔ هواپیمایی وان‌ورلد است.

## ناوگان هوایی

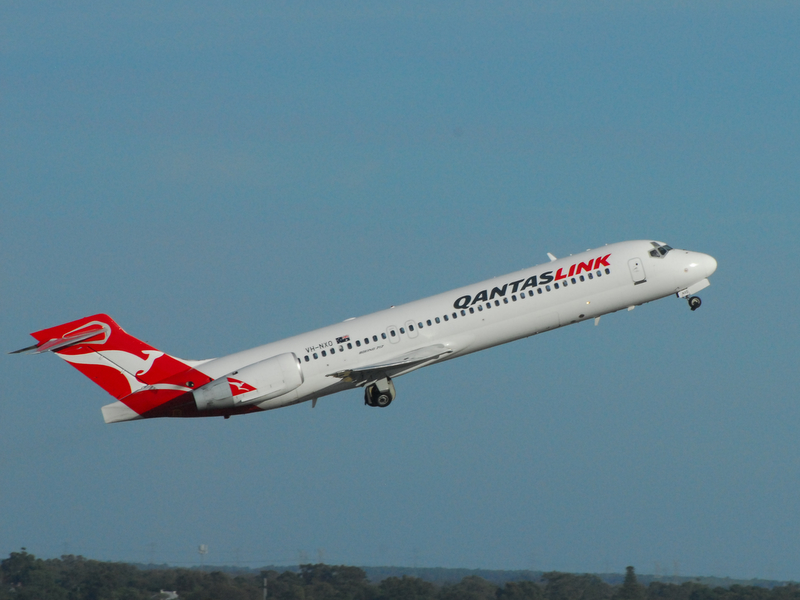
یک فروند بوئینگ ۷۱۷–۲۰۰ کانتاس‌لینک در حال برخاستن از فرودگاه پرت.

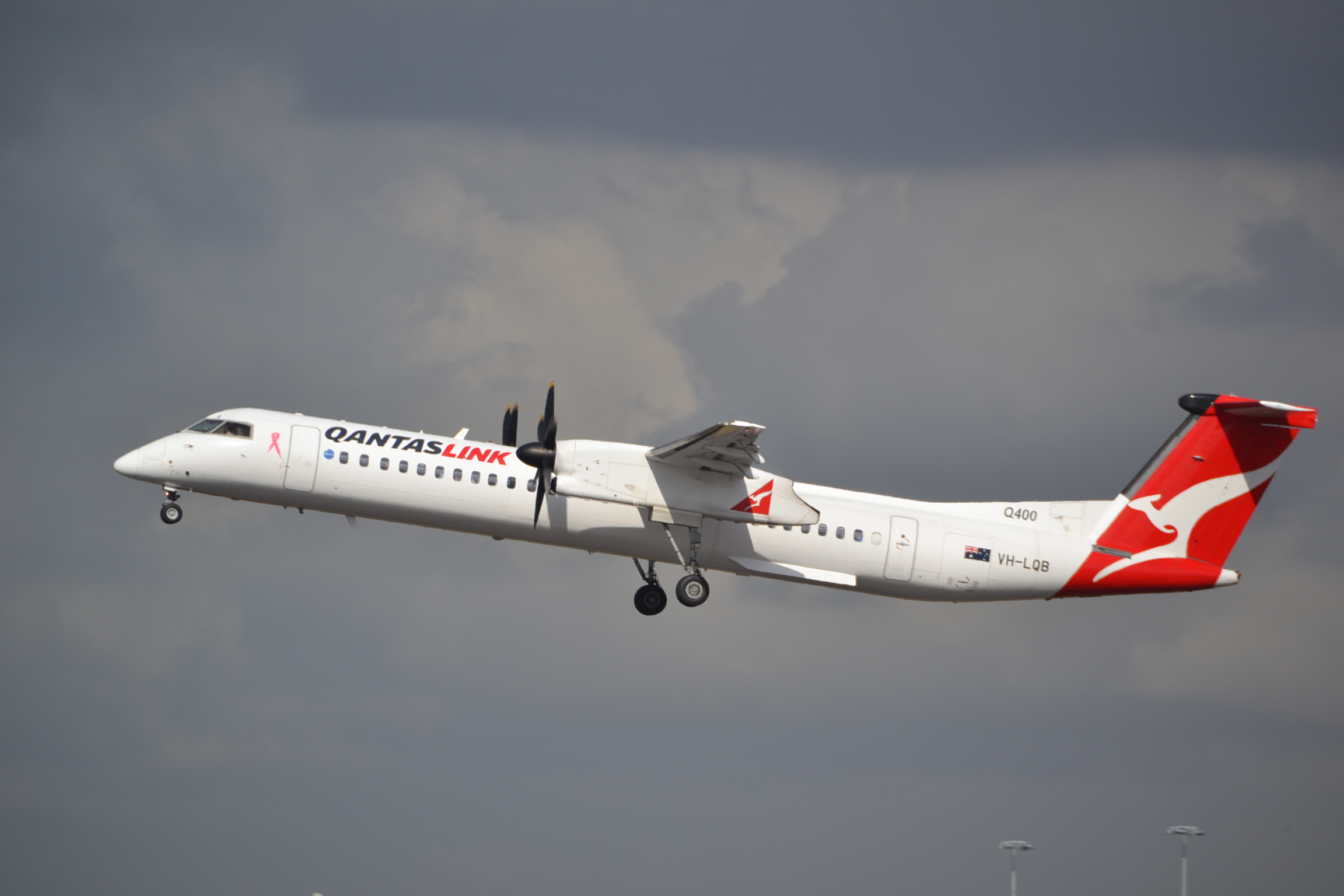
یک فروند بمباردیه ۸ کانتاس‌لینک در حال برخاستن از فرودگاه سیدنی.

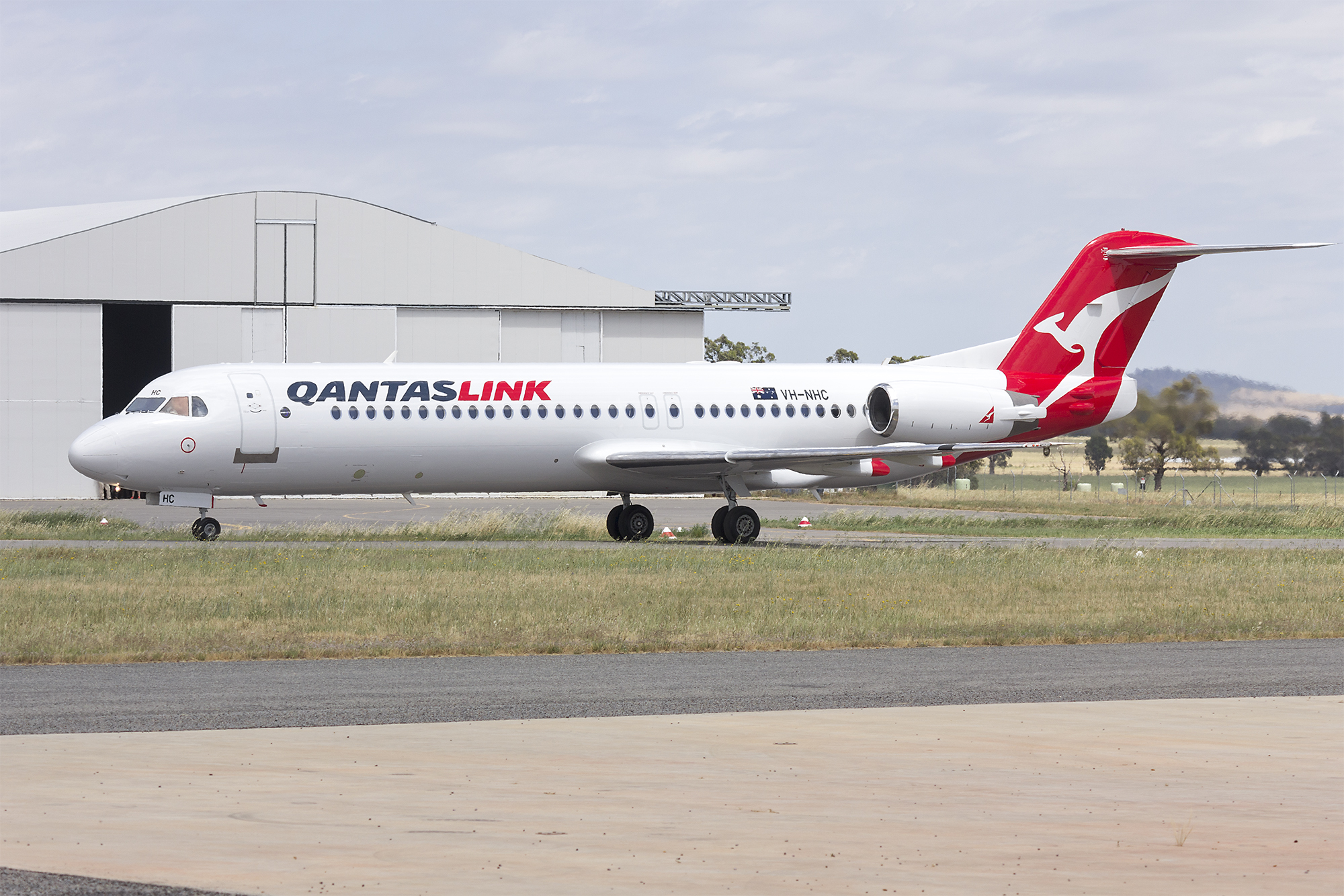
یک فروند فوکر ۱۰۰ کانتاس‌لینک در حال تاکسی در فرودگاه واگا واگا.

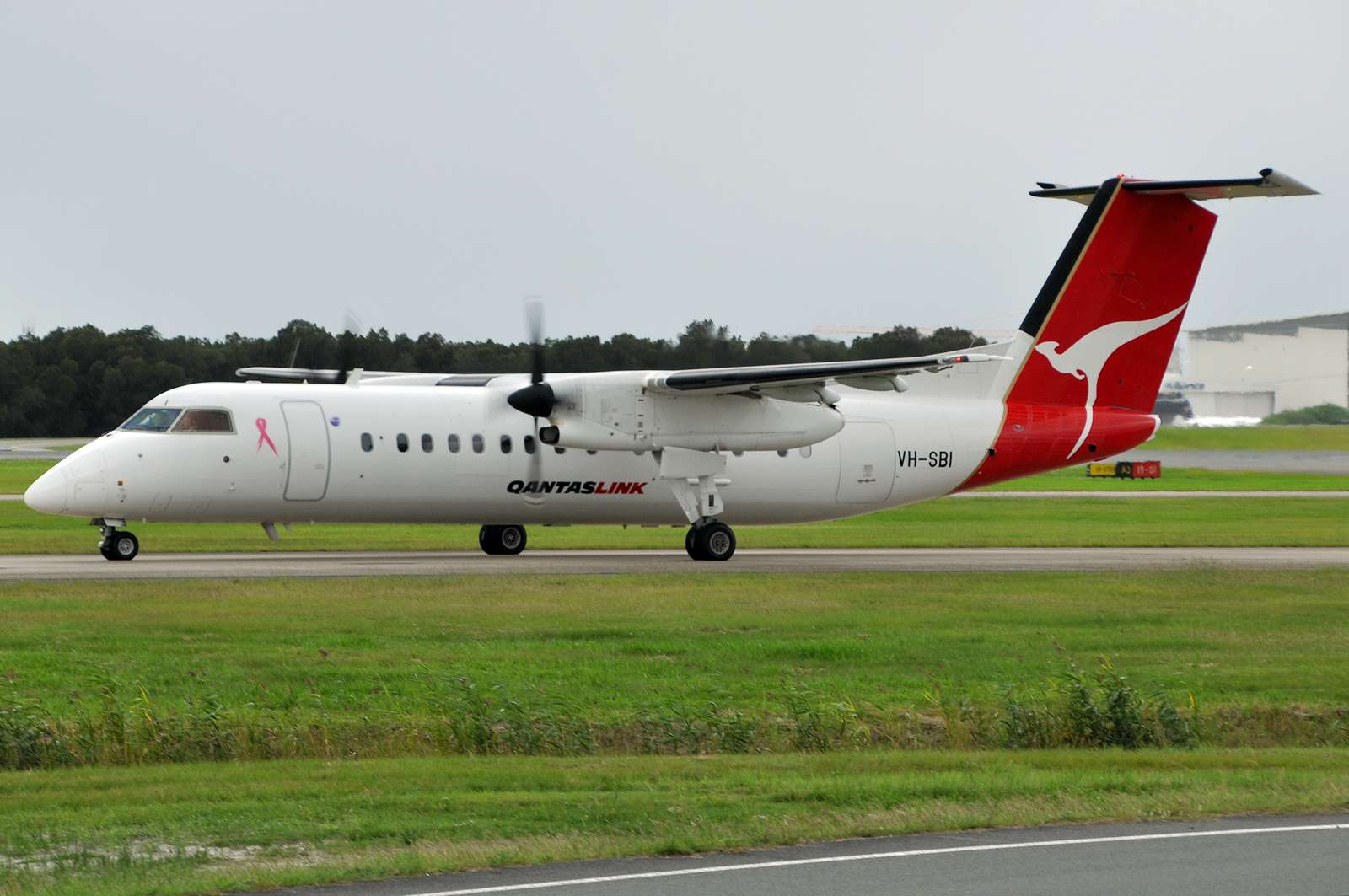
یک فروند بمباردیه Q۳۰۰ در فرودگاه بریزبن.

| هواپیما                             | فعال | سفارش‌داده‌شده | ظرفیت مسافر | ظرفیت مسافر | ظرفیت مسافر | توضیحات                         |
| هواپیما                             | فعال | سفارش‌داده‌شده | J           | Y           | مجموع       | توضیحات                         |
| ----------------------------------- | ---- | ------------ | ----------- | ----------- | ----------- | ------------------------------- |
| بوئینگ ۷۱۷                          | ۲۰   |              | ۱۲          | ۹۸          | ۱۱۰         | بکارگیری توسط Cobham Aviation   |
| بوئینگ ۷۱۷                          | ۲۰   | ۰            | ۱۱۵         | ۱۱۵         |             | بکارگیری توسط Cobham Aviation   |
| بوئینگ ۷۱۷                          | ۲۰   | ۰            | ۱۲۵         | ۱۲۵         |             | بکارگیری توسط Cobham Aviation   |
| فوکر ۱۰۰                            | ۱۵   | ۳            | ۰           | ۱۰۰         | ۱۰۰         | بکارگیری توسط Network Aviation  |
| دی هاویلند کانادا دی‌اچ‌سی-۸-۲۰۰ دش ۸ | ۳    |              | ۰           | ۳۶          | ۳۶          | بکارگیری توسط Eastern Australia |
| بمباردیه دش ۸ کیو۳۰۰                | ۱۱   |              | ۰           | ۵۰          | ۵۰          | بکارگیری توسط Eastern Australia |
| بمباردیه دش ۸ کیو۴۰۰                | ۳۱   |              | ۰           | ۷۴          | ۷۴          | بکارگیری توسط سان‌استیت ایرلاینز |
| مجموع                               | ۸۰   | ۳            |             |             |             |                                 |

### ناوگان سابق

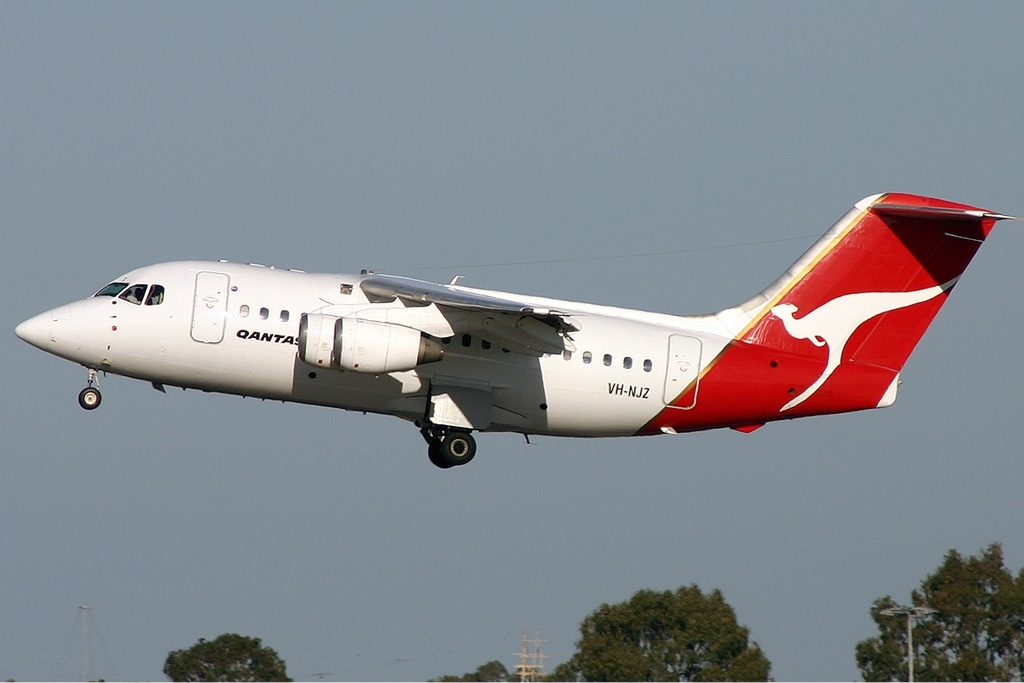
یک فروند BAe 146-100 درحال برخاستن از فرودگاه پرث در سال ۲۰۰۳ میلادی.

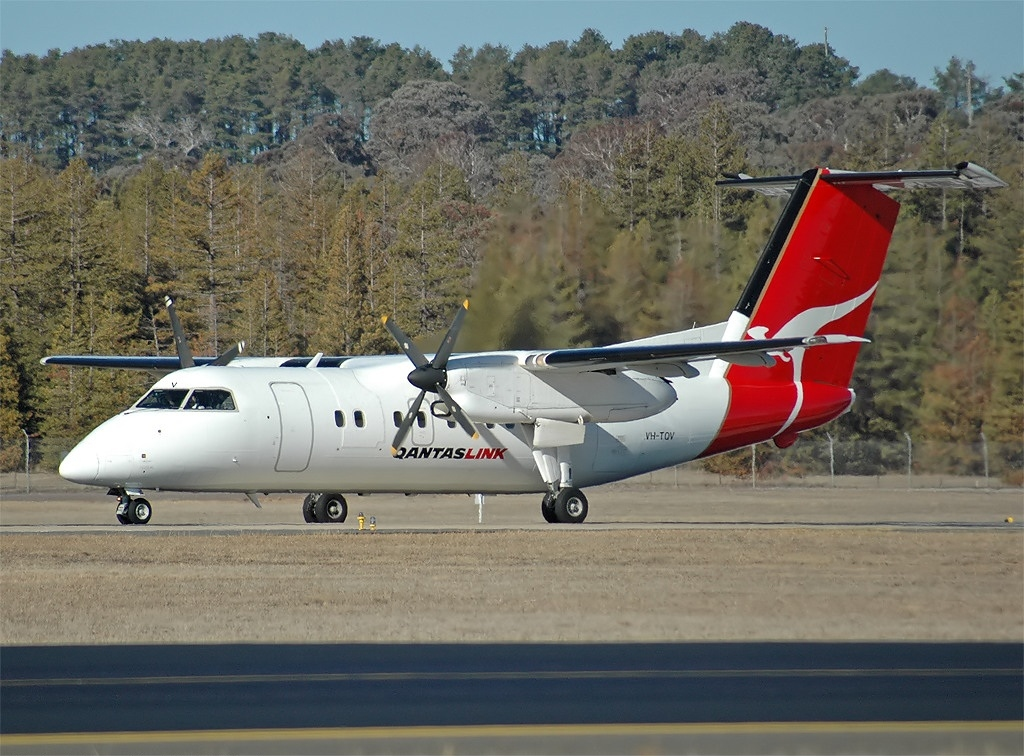
یک فروند Dash 8-102 در فرودگاه بین‌المللی کانبرا در سال ۲۰۰۴ میلادی.

کانتاس‌لینک پیش‌تر از هواپیماهای زیر در ناوگان خود استفاده می‌کرد:
- بی‌ای‌ئی ۱۴۶
- بی‌ای‌ئی ۱۴۶
- بی‌ای‌ئی ۱۴۶
- de Havilland Canada Dash 8-102

## مقصدهای پروازی
مقصدهای پروازی کانتاس‌لینک که توسط ایسترن استرالیا ایرلاینز انجام می‌شوند
- قلمرو پایتختی استرالیا
  - کانبرا - فرودگاه بین‌المللی کانبرا
- نیو ساوت ولز
  - آلبری - فرودگاه البری
  - آرمیدال - فرودگاه آرمیدال
  - کافس هاربر - فرودگاه کوفس هاربر
  - دابو، استرالیا - فرودگاه دابو سیتی
  - جزیره لرد هاوو - فرودگاه جزیره لرد هوئه
  - Moree - فرودگاه موری
  - پورت مکوایر - فرودگاه پورت مک‌گواری
  - سیدنی - فرودگاه سیدنی قطب
  - تامورت - فرودگاه تامورت
  - Wagga Wagga - فرودگاه واگا واگا
- کوئینزلند
  - توومبا - Brisbane West Wellcamp Airport[۲])
- تاسمانی
  - دوونپورت، تاسمانی - فرودگاه دونپرت
  - لانسستون، تاسمانی - فرودگاه لانسستون
- ویکتوریا (استرالیا)
  - ملبورن - فرودگاه ملبورن قطب
  - میلدورا - فرودگاه میلدورا

مقصدهای پروازی کانتاس‌لینک که توسط سان‌استیت ایرلاینز انجام می‌شوند
- قلمرو پایتختی استرالیا
  - کانبرا - فرودگاه بین‌المللی کانبرا
- نیو ساوت ولز
  - جزیره لرد هاوو - فرودگاه جزیره لرد هوئه
  - نیوکاسل، نیو ساوت ولز - فرودگاه نیوکاسل (ویلیام تاون)
- کوئینزلند
  - Barcaldine - فرودگاه بارکلدین
  - Biloela - فرودگاه تنگول
  - Blackall - فرودگاه بلکال
  - بریزبن - فرودگاه بریزبن قطب
  - بوندابرگ - فرودگاه باندابرگ
  - کنز (استرالیا) - فرودگاه کنز قطب
  - Charleville - فرودگاه چارلویل
  - کلونکاری - فرودگاه کلونکاری
  - Emerald - فرودگاه امرالد
  - گلدستون، استرالیا - فرودگاه گلدستون (استرالیا)
  - جزیره همیلتون (کوئینزلند) - فرودگاه گریت بریر ریف
  - هاروی بی - فرودگاه هروی بی
  - Horn Island - فرودگاه هرن آیلند
  - Longreach - فرودگاه لانگریچ
  - مکای - فرودگاه مکی
  - Moranbah - فرودگاه مورانباه
  - مانت ایسا - فرودگاه ماونت آیزیا
  - راکهمپتون (استرالیا) - فرودگاه راکهمپتون (استرالیا)
  - Roma - فرودگاه روما
  - تاونزویل - فرودگاه بین‌المللی تانزویل
  - Weipa - Weipa Airport
- استرالیای جنوبی
  - آدلاید - فرودگاه آدلاید قطب
  - Port Lincoln - فرودگاه پورت لینکولن
  - وایالا - فرودگاه وایالا]

مقصدهای پروازی کانتاس‌لینک که توسط Cobham Aviation Services Australia انجام می‌شوند
- قلمرو پایتختی استرالیا
  - کانبرا - فرودگاه بین‌المللی کانبرا
- نیو ساوت ولز
  - سیدنی - فرودگاه سیدنی
- قلمرو شمالی (استرالیا)
  - آلیس اسپرینگز - فرودگاه آلیس اسپرینگز
  - اولورو - فرودگاه اولورو
  - داروین (استرالیا) - فرودگاه بین‌المللی داروین قطب
- کوئینزلند
  - کنز (استرالیا) - فرودگاه کنز قطب
  - بریزبن - فرودگاه بریزبن قطب
  - مکای - فرودگاه مکی
  - راکهمپتون (استرالیا) - فرودگاه راکهمپتون (استرالیا)
  - گلدستون، استرالیا - فرودگاه گلدستون (استرالیا)
  - گلد کوست - فرودگاه گولد کوست
  - هاروی بی - فرودگاه هروی بی
  - سان شاین کوست، کوئینزلند - فرودگاه سانشاین کوست
- استرالیای جنوبی
  - آدلاید - فرودگاه آدلاید
- ویکتوریا (استرالیا)
  - ملبورن - فرودگاه ملبورن
- استرالیای غربی
  - Broome - فرودگاه بین‌المللی بروم
  - Exmouth – فرودگاه نیروی هوایی سلطنتی استرالیا در لیرمونت
  - کالگورلی - فرودگاه کالگورلی-بولدر
  - Karratha - فرودگاه کاراتا
  - Newman - فرودگاه نیومن
  - Paraburdoo - فرودگاه پارابوردو
  - پرت (استرالیا) - فرودگاه پرث قطب
  - Port Hedland - فرودگاه بین‌المللی پورت هدلند
- تاسمانی
  - فرودگاه بین‌المللی هوبارت